# Luchthaven Florø
Luchthaven Florø (IATA: FRO, ICAO: ENFL) (Noors: Florø Lufthavn) is de luchthaven van de stad Florø in de gemeente Kinn in de Noorse provincie Vestland. Het ligt ten zuiden van het centrum, in een gebied genaamd Florelandet. Het had 144.194 passagiers in 2005 en is daarmee de grootste regionale luchthaven van Noorwegen.
De luchthaven wordt gebruikt door Danish Air Transport, dat ATR-42's inzet voor vluchten naar Oslo en Bergen. Florø heeft ook een heliplatform, dat voornamelijk gebruikt wordt voor personeelstransporten naar olieplatforms in de Noordzee. De Koninklijke Noorse luchtmacht vliegt vanaf Florø met Westland Sea King-reddingshelikopters.

## Geschiedenis
Vluchten met watervliegtuigen kwamen al op in de jaren '30. In de jaren '50 werden plannen voor een vliegveld gemaakt, en in 1956 begon men met de bouw van een startbaan. Toen duidelijk werd dat de beoogde toestellen van het type Scottish Aviation Twin Pioneer geen toestemming zouden krijgen om in de winter te vliegen werd de bouw gestaakt. In 1969 besloot het Noorse parlement tot de aanleg van vier regionale luchthavens in noordwest Noorwegen, waaronder Florø. De luchthaven werd geopend op 1 juni 1971 samen met andere regionale luchthavens in Sogn og Fjordane. Het heliplatform werd geopend in 1994. Een uitbreiding van de startbaan van 800 naar 1190 meter werd afgemaakt in 2000.
De eerste passagiersvluchten op Florø werden uitgevoerd door Widerøe, maar Coast Air won in 2000 de aanbesteding in het kader van de PSO-verordening en nam de lijnen over. Sinds 1 april 2003 vliegt Danish Air Transport vanaf Florø. Het verliezen van het contract bracht voor Widerøe problemen met zich mee voor, omdat het op Florø een onderhoudshangar had.